# 1296
Високе Середньовіччя •  Реконкіста •  Ганза •  Монгольська імперія

## Геополітична ситуація
Андронік II Палеолог є імператором Візантійської імперії (до 1328). Королем Німеччини є Адольф з Ніссау (до 1298). У Франції править Філіп IV Красивий (до 1314).
Апеннінський півострів розділений: північ належить Священній Римській імперії, середню частину займає Папська область, південь належить Неаполітанському королівству. Деякі міста півночі: Венеція, Піза, Генуя тощо, мають статус міст-республік.
Майже весь Піренейський півострів займають християнські Кастилія (Леон, Астурія, Галісія), Наварра, Арагонське королівство (Арагон, Барселона) та Португалія, під владою маврів залишилися тільки землі на самому півдні. Едуард I Довгоногий є королем Англії (до 1307), Вацлав II — Богемії (до 1305), а королем Данії — Ерік VI (до 1319).
Руські землі перебувають під владою Золотої Орди. Король Русі Лев Данилович править у Києві та Галичі (до 1301), Андрій Олександрович Городецький — у Володимиро-Суздальському князівстві (до 1304). У Великопольщі править Вацлав II.
Монгольська імперія займає більшу частину Азії, але вона розділена на окремі улуси, що воюють між собою. У Китаї, зокрема, править монгольська династія Юань. У Єгипті владу утримують мамлюки. Мариніди правлять у Магрибі. Делійський султанат є наймогутнішою державою Північної Індії, а на півдні Індії панують держава Хойсалів та держава Пандья. В Японії триває період Камакура.
Цивілізація мая переживає посткласичний період. Почала зароджуватися цивілізація ацтеків.

## Події
- Від руки вбивці загинув польський король Пшемисл II. Як наслідок польські магнати запросили на правління у Великопольщі короля Богемії Вацлава II.
- Війська англійського короля Едуарда I Довгоногого захопили шотландське місто Бервік і вирізали його жителів.
- Англійці завдали важкої поразки шотландцям під Данбаром.
- Джон Баліол зрікся шотландської корони.
- Мешканці Сицилії, яку за укладеною в Ананьї угодою віддали Карлу II Анжуйському, не погодися з цим, підняли повстання і проголосили королем Федеріго II.
- Папа римський Боніфацій VIII проголосив абсолютний пріоритет церковної влади над світською і заборонив монархам накладати на церкву нові податки.
- Делійським султаном став Алауддін Хілджі.
- Сенат Венеційської республіки офіційно оголосив святковим день перед великим постом, легалізувавши Венеційський карнавал.